# سعر افتراسي
السعر الافتراسي (بالإنجليزية: Predatory pricing)‏ إحدى سياسات التسعير التي تتبعها المنشآت الصناعية المتنفذة أو المسيطرة على سوق الصناعة، حيث تقوم بموجبها بتحديد سعر إنتاجها عند مستوى منخفض يصل إلى الحد الذي يكون فيه أقل أو يساوي التكلفة المتوسطة مما يجعل أمر دخول منشأة جديدة منافسة محفوفة بالخسارة، خاصة إذا كان مستوى تكلفتها المتوسطة أعلى من متوسط تكلفة إنتاج المنشآت القائمة والمتنفذة، وغالباً ماتتم هذه العملية بموجب اتفاقيات أو تنسيق بين الشركات المتنفذة لتقديم الدعم المتبادل في حالة حدوث خسارة لبعضها من جراء اتباع هذه السياسة وحتى يزول خطر التهديد الناجم من دخول منشآت جديدة إلى سوق هذه الصناعة، حيث تعود بعدها إلى ممارسة سلوكها الاحتكاري في استغلال المستهلك وتحقيق أرباح غير عادية في المدى الطويل.